# Naftochinone
L'1,4-naftochinone (o naftochinone) è un chinone derivato dal naftalene. È un composto aromatico, la sua molecola è planare.
A temperatura ambiente è un solido bruno-verdastro dall'odore caratteristico; poco solubile in acqua, si scioglie bene in etanolo e nei comuni solventi organici.
Trova uso nella sintesi di molti composti organici di chimica fine (farmaci, coloranti, etc.), e come inibitore radicalico.
Le vitamine K sono derivati naturali del naftochinone.
Il naftochinone è tossico (LD50 nel topo: 190 mg/kg), e ha un'azione irritante per contatto e inalazione.
Nell'uomo è sintetizzato dalla flora batterica intestinale (colon).